# Peperomia tutuilana
Peperomia tutuilana är en pepparväxtart som beskrevs av Truman George Yuncker. Peperomia tutuilana ingår i släktet peperomior, och familjen pepparväxter. Inga underarter finns listade i Catalogue of Life.